# Каменское-Левобережное
Каменское-Левобережное (укр. Кам'янське-Лівобережне), ранее Днепродзержи́нск-Левобере́жный (Дніпродзержи́нськ-Лівобере́жний) — железнодорожная станция «Каменской ветки» на линии Новомосковск-Днепровский-Воскобойня. Расположена в селе Куриловка Петриковского района Днепропетровской области. Одна из самых безлюдных станций Приднепровской железной дороги, через которую проходят в основном грузовые (товарные) составы, проходящие по северному пути от станции Днепр-Главный. 
Два раза в неделю через станцию Каменское-Левобережное курсирует электропоезд 6255/6256 Днепр-Главный-Баловка, а в связи с изменениями в графике электропоезда с Пятихаток-Пассажирских и Кривого Рога-Главного. 
До 23 марта 2017 года носила название Днепродзержинск-Левобережный, переименованная в связи с Законом о декоммунизации.